# Samsung Galaxy Chat
Il Samsung Galaxy Chat GT-B5330 è uno smartphone di Samsung basato su Android, è stato annunciato nel luglio 2012 e immesso in commercio nel mese di agosto 2012. Le sue caratteristiche principali sono la connessione 3G con velocità fino a 7,2 Mbit/s e Wifi.